# Estádio Ciudad de La Plata
O Estádio Ciudad de La Plata é um estádio localizado na cidade de La Plata, Buenos Aires, Argentina. Pertence a Província de Buenos Aires é a casa dos clubes de futebol Estudiantes e Gimnasia y Esgrima.
É um dos estádios mais modernos da América Latina, com 53.000 lugares. É o primeiro estádio coberto da América Latina.

## História
Inaugurado em 25 de maio de 2003 com um amistoso entre as seleções de Argentina e Uruguai.
Por 12 anos, de 2007 a 2019, recebeu jogos do Estudiantes, enquanto seu Estádio Jorge Luis Hirschi estava em reformas, sendo marcante na conquista do título da Libertadores de 2009.
Após um ano de reformas foi re-inaugurado em fevereiro de 2011, com uma grande comemoração que contou com a presidente Cristina Kischner.
Em 20 de novembro de 2011, recebeu pela primeira vez a popstar Britney Spears, com a Femme Fatale Tour, levando 50 mil argentinos ao estádio.
Um ano depois, o estádio foi palco de um jogo de rugby entre os Pumas e os All Blacks, em 29 de setembro, como parte do The Rugby Championship 2012.
Em 2017, a banda U2 aceitou adiar em duas horas sua entrada no palco em show neste estádio, para que os fãs assistissem à partida entre Argentina e Equador, pelas Eliminatórias da Copa 2018.
Em 2020, o governador de Buenos Aires Axel Kicillof anunciou que o Estádio passará a se chamar Diego Maradona e terá uma tribuna com o nome de Alejandro Sabella.

## Copa América de 2011
Recebeu seis partidas da Copa América de 2011.
Na estreia do Brasil contra a Venezuela, um cachorro invadiu o campo.
| Data        | 1ª equipe | Placar      | 2ª equipe | Fase      | Público |
| ----------- | --------- | ----------- | --------- | --------- | ------- |
| 1 de julho  | Argentina | 1 – 1       | Bolívia   | Grupo A   |         |
| 3 de julho  | Brasil    | 0 – 0       | Venezuela | Grupo B   |         |
| 12 de julho | Uruguai   | 1 - 0       | México    | Grupo C   |         |
| 17 de julho | Brasil    | 0(0) - (2)0 | Paraguai  | Quartas   |         |
| 19 de julho | Peru      | 0 - 2       | Uruguai   | Semifinal |         |
| 23 de julho | Venezuela | 1 - 4       | Peru      | 3º lugar  |         |

## The Rugby Championship 2012
Recebeu uma partida do The Rugby Championship 2012:
| Data           | 1ª equipe | Placar  | 2ª equipe     | Público |
| -------------- | --------- | ------- | ------------- | ------- |
| 29 de Setembro | Argentina | 15 – 54 | Nova Zelândia | 53.000  |